# Teofilato I
Teofilato I (c. 864 - c. 925) foi um senador e cônsul romano, Conde de Túsculo, que foi o governante efetivo de Roma em torno de 905 até sua morte. Seus descendentes controlariam o Papado durante os próximos 100 anos.

## Biografia
Teofilato foi o Conde hereditário de Túsculo, uma cidade pequena nas proximidades de Roma. É mencionado pela primeira vez em um documento de 901 como juiz palatino do imperador Luís III, o Cego. Ele permaneceu em Roma, comandando um grupo de soldados após o regresso do imperador para Provença em 902, e se destacou na derrubada do antipapa Cristóvão, em janeiro de 904, a quem muito provavelmente condenou a morte na prisão, durante o final daquele ano. Teofilato formou uma aliança com Alberico I de Espoleto, e com o seu apoio conjunto, o Papa Sérgio III foi eleito no lugar de Cristóvão. Durante o seu pontificado, Teofilato tornou-se vestarário do palácio sagrado (sacri palatii vestararius) e mestre dos soldados (magister militum) de Sérgio, efetivamente tomando o controle da cidade. Ele também recebeu outros títulos honoríficos, como senador, duque glorioso (glorissimus dux) e dominus urbis.
Casado com Teodora, com esta e sua filha Marózia, exerceram uma grande influência sobre os sucessivos papas que ocuparam o trono de São Pedro até a sua morte, inaugurando um período da história papal conhecido como Pornocracia.
Além de Marózia, teve duas outras filhas: Teodora, o que resulta na família de Crescêncio e Sérgia, apesar de provavelmente ser filha ilegítima do Papa Sérgio III foi reconhecido por Teofilato como sua própria.
O Papa João X o enviou para negociar uma aliança militar com o príncipe normando da Campânia para formar uma liga militar que derrotou os árabes na batalha de Garigliano em agosto de 915, e que a principal consequência foi que as tropas muçulmanas deixassem o território do Lácio.
A longo prazo, os herdeiros de Teofilato, os Teofilactos, foram os rivais dos Crescêncios no controle de Roma, e colocaram vários papas na Cátedra de São Pedro. Seus eventuais herdeiros foram os Colonna.

## Árvore genealógica
|                                                      |                                                      |                                                      |                                                      |                                                      |                                                      |  |  |                                        |                                        |                                        |                                        |                                        |                                        | Teofilato I, Conde de Túsculo 864–924 | Teofilato I, Conde de Túsculo 864–924 | Teofilato I, Conde de Túsculo 864–924 | Teofilato I, Conde de Túsculo 864–924 | Teofilato I, Conde de Túsculo 864–924 | Teofilato I, Conde de Túsculo 864–924 |                         |                         | Teodora | Teodora | Teodora                 | Teodora                 | Teodora                 | Teodora                 |                         |                         |                         |                         |         |         |         |         |         |         |                        |                        |                        |                        |                        |                        |                   |                   |                   |                   |                     |                     |                     |                     |                     |                     |  |  |
|                                                      |                                                      |                                                      |                                                      |                                                      |                                                      |  |  |                                        |                                        |                                        |                                        |                                        |                                        | Teofilato I, Conde de Túsculo 864–924 | Teofilato I, Conde de Túsculo 864–924 | Teofilato I, Conde de Túsculo 864–924 | Teofilato I, Conde de Túsculo 864–924 | Teofilato I, Conde de Túsculo 864–924 | Teofilato I, Conde de Túsculo 864–924 |                         |                         | Teodora | Teodora | Teodora                 | Teodora                 | Teodora                 | Teodora                 |                         |                         |                         |                         |         |         |         |         |         |         |                        |                        |                        |                        |                        |                        |                   |                   |                   |                   |                     |                     |                     |                     |                     |                     |  |  |
|                                                      |                                                      |                                                      |                                                      |                                                      |                                                      |  |  |                                        |                                        |                                        |                                        |                                        |                                        |                                       |                                       |                                       |                                       |                                       |                                       |                         |                         |         |         |                         |                         |                         |                         |                         |                         |                         |                         |         |         |         |         |         |         |                        |                        |                        |                        |                        |                        |                   |                   |                   |                   |                     |                     |                     |                     |                     |                     |  |  |
|                                                      |                                                      |                                                      |                                                      |                                                      |                                                      |  |  |                                        |                                        |                                        |                                        |                                        |                                        |                                       |                                       |                                       |                                       |                                       |                                       |                         |                         |         |         |                         |                         |                         |                         |                         |                         |                         |                         |         |         |         |         |         |         |                        |                        |                        |                        |                        |                        |                   |                   |                   |                   |                     |                     |                     |                     |                     |                     |  |  |
| Hugo da Itália 887-948 (também se casou com Marózia) | Hugo da Itália 887-948 (também se casou com Marózia) | Hugo da Itália 887-948 (também se casou com Marózia) | Hugo da Itália 887-948 (também se casou com Marózia) | Hugo da Itália 887-948 (também se casou com Marózia) | Hugo da Itália 887-948 (também se casou com Marózia) |  |  | Alberico I de Espoleto d. 925          | Alberico I de Espoleto d. 925          | Alberico I de Espoleto d. 925          | Alberico I de Espoleto d. 925          | Alberico I de Espoleto d. 925          | Alberico I de Espoleto d. 925          |                                       |                                       | Marózia 890–937                       | Marózia 890–937                       | Marózia 890–937                       | Marózia 890–937                       | Marózia 890–937         | Marózia 890–937         |         |         |                         |                         | Papa Sérgio III 904–911 | Papa Sérgio III 904–911 | Papa Sérgio III 904–911 | Papa Sérgio III 904–911 | Papa Sérgio III 904–911 | Papa Sérgio III 904–911 |         |         | Teodora | Teodora | Teodora | Teodora | Teodora                | Teodora                |                        |                        |                        |                        | Graciano (Consul) | Graciano (Consul) | Graciano (Consul) | Graciano (Consul) | Graciano (Consul)   | Graciano (Consul)   |                     |                     |                     |                     |  |  |
| Hugo da Itália 887-948 (também se casou com Marózia) | Hugo da Itália 887-948 (também se casou com Marózia) | Hugo da Itália 887-948 (também se casou com Marózia) | Hugo da Itália 887-948 (também se casou com Marózia) | Hugo da Itália 887-948 (também se casou com Marózia) | Hugo da Itália 887-948 (também se casou com Marózia) |  |  | Alberico I de Espoleto d. 925          | Alberico I de Espoleto d. 925          | Alberico I de Espoleto d. 925          | Alberico I de Espoleto d. 925          | Alberico I de Espoleto d. 925          | Alberico I de Espoleto d. 925          |                                       |                                       | Marózia 890–937                       | Marózia 890–937                       | Marózia 890–937                       | Marózia 890–937                       | Marózia 890–937         | Marózia 890–937         |         |         |                         |                         | Papa Sérgio III 904–911 | Papa Sérgio III 904–911 | Papa Sérgio III 904–911 | Papa Sérgio III 904–911 | Papa Sérgio III 904–911 | Papa Sérgio III 904–911 |         |         | Teodora | Teodora | Teodora | Teodora | Teodora                | Teodora                |                        |                        |                        |                        | Graciano (Consul) | Graciano (Consul) | Graciano (Consul) | Graciano (Consul) | Graciano (Consul)   | Graciano (Consul)   |                     |                     |                     |                     |  |  |
|                                                      |                                                      |                                                      |                                                      |                                                      |                                                      |  |  |                                        |                                        |                                        |                                        |                                        |                                        |                                       |                                       |                                       |                                       |                                       |                                       |                         |                         |         |         |                         |                         |                         |                         |                         |                         |                         |                         |         |         |         |         |         |         |                        |                        |                        |                        |                        |                        |                   |                   |                   |                   |                     |                     |                     |                     |                     |                     |  |  |
|                                                      |                                                      |                                                      |                                                      |                                                      |                                                      |  |  |                                        |                                        |                                        |                                        |                                        |                                        |                                       |                                       |                                       |                                       |                                       |                                       |                         |                         |         |         |                         |                         |                         |                         |                         |                         |                         |                         |         |         |         |         |         |         |                        |                        |                        |                        |                        |                        |                   |                   |                   |                   |                     |                     |                     |                     |                     |                     |  |  |
| Alda de Vienne                                       | Alda de Vienne                                       | Alda de Vienne                                       | Alda de Vienne                                       | Alda de Vienne                                       | Alda de Vienne                                       |  |  | Alberico II de Espoleto 905–954        | Alberico II de Espoleto 905–954        | Alberico II de Espoleto 905–954        | Alberico II de Espoleto 905–954        | Alberico II de Espoleto 905–954        | Alberico II de Espoleto 905–954        |                                       |                                       | Davi ou Deodato                       | Davi ou Deodato                       | Davi ou Deodato                       | Davi ou Deodato                       | Davi ou Deodato         | Davi ou Deodato         |         |         | Papa João XI 931–935    | Papa João XI 931–935    | Papa João XI 931–935    | Papa João XI 931–935    | Papa João XI 931–935    | Papa João XI 931–935    |                         |                         |         |         | Teodora | Teodora | Teodora | Teodora | Teodora                | Teodora                |                        |                        |                        |                        | João Crescêncio   | João Crescêncio   | João Crescêncio   | João Crescêncio   | João Crescêncio     | João Crescêncio     |                     |                     |                     |                     |  |  |
| Alda de Vienne                                       | Alda de Vienne                                       | Alda de Vienne                                       | Alda de Vienne                                       | Alda de Vienne                                       | Alda de Vienne                                       |  |  | Alberico II de Espoleto 905–954        | Alberico II de Espoleto 905–954        | Alberico II de Espoleto 905–954        | Alberico II de Espoleto 905–954        | Alberico II de Espoleto 905–954        | Alberico II de Espoleto 905–954        |                                       |                                       | Davi ou Deodato                       | Davi ou Deodato                       | Davi ou Deodato                       | Davi ou Deodato                       | Davi ou Deodato         | Davi ou Deodato         |         |         | Papa João XI 931–935    | Papa João XI 931–935    | Papa João XI 931–935    | Papa João XI 931–935    | Papa João XI 931–935    | Papa João XI 931–935    |                         |                         |         |         | Teodora | Teodora | Teodora | Teodora | Teodora                | Teodora                |                        |                        |                        |                        | João Crescêncio   | João Crescêncio   | João Crescêncio   | João Crescêncio   | João Crescêncio     | João Crescêncio     |                     |                     |                     |                     |  |  |
|                                                      |                                                      |                                                      |                                                      |                                                      |                                                      |  |  |                                        |                                        |                                        |                                        |                                        |                                        |                                       |                                       |                                       |                                       |                                       |                                       |                         |                         |         |         |                         |                         |                         |                         |                         |                         |                         |                         |         |         |         |         |         |         |                        |                        |                        |                        |                        |                        |                   |                   |                   |                   |                     |                     |                     |                     |                     |                     |  |  |
|                                                      |                                                      |                                                      |                                                      |                                                      |                                                      |  |  |                                        |                                        |                                        |                                        |                                        |                                        |                                       |                                       |                                       |                                       |                                       |                                       |                         |                         |         |         |                         |                         |                         |                         |                         |                         |                         |                         |         |         |         |         |         |         |                        |                        |                        |                        |                        |                        |                   |                   |                   |                   |                     |                     |                     |                     |                     |                     |  |  |
| Teofilato                                            | Teofilato                                            | Teofilato                                            | Teofilato                                            | Teofilato                                            | Teofilato                                            |  |  | Papa João XII 955–964                  | Papa João XII 955–964                  | Papa João XII 955–964                  | Papa João XII 955–964                  | Papa João XII 955–964                  | Papa João XII 955–964                  |                                       |                                       | Papa Bento VII 974-983                | Papa Bento VII 974-983                | Papa Bento VII 974-983                | Papa Bento VII 974-983                | Papa Bento VII 974-983  | Papa Bento VII 974-983  |         |         |                         |                         |                         |                         | Marózia                 | Marózia                 | Marózia                 | Marózia                 | Marózia | Marózia |         |         |         |         | Papa João XIII 965–972 | Papa João XIII 965–972 | Papa João XIII 965–972 | Papa João XIII 965–972 | Papa João XIII 965–972 | Papa João XIII 965–972 |                   |                   |                   |                   | Crescêncio, o Velho | Crescêncio, o Velho | Crescêncio, o Velho | Crescêncio, o Velho | Crescêncio, o Velho | Crescêncio, o Velho |  |  |
| Teofilato                                            | Teofilato                                            | Teofilato                                            | Teofilato                                            | Teofilato                                            | Teofilato                                            |  |  | Papa João XII 955–964                  | Papa João XII 955–964                  | Papa João XII 955–964                  | Papa João XII 955–964                  | Papa João XII 955–964                  | Papa João XII 955–964                  |                                       |                                       | Papa Bento VII 974-983                | Papa Bento VII 974-983                | Papa Bento VII 974-983                | Papa Bento VII 974-983                | Papa Bento VII 974-983  | Papa Bento VII 974-983  |         |         |                         |                         |                         |                         | Marózia                 | Marózia                 | Marózia                 | Marózia                 | Marózia | Marózia |         |         |         |         | Papa João XIII 965–972 | Papa João XIII 965–972 | Papa João XIII 965–972 | Papa João XIII 965–972 | Papa João XIII 965–972 | Papa João XIII 965–972 |                   |                   |                   |                   | Crescêncio, o Velho | Crescêncio, o Velho | Crescêncio, o Velho | Crescêncio, o Velho | Crescêncio, o Velho | Crescêncio, o Velho |  |  |
|                                                      |                                                      |                                                      |                                                      |                                                      |                                                      |  |  |                                        |                                        |                                        |                                        |                                        |                                        |                                       |                                       |                                       |                                       |                                       |                                       |                         |                         |         |         |                         |                         |                         |                         |                         |                         |                         |                         |         |         |         |         |         |         |                        |                        |                        |                        |                        |                        |                   |                   |                   |                   |                     |                     |                     |                     |                     |                     |  |  |
| Gregório I, conde de Túsculo                         |                                                      |                                                      |                                                      |                                                      |                                                      |  |  |                                        |                                        |                                        |                                        |                                        |                                        |                                       |                                       |                                       |                                       |                                       |                                       |                         |                         |         |         |                         |                         |                         |                         |                         |                         |                         |                         |         |         |         |         |         |         |                        |                        |                        |                        |                        |                        |                   |                   |                   |                   |                     |                     |                     |                     |                     |                     |  |  |
|                                                      |                                                      |                                                      |                                                      |                                                      |                                                      |  |  |                                        |                                        |                                        |                                        |                                        |                                        |                                       |                                       |                                       |                                       |                                       |                                       |                         |                         |         |         |                         |                         |                         |                         |                         |                         |                         |                         |         |         |         |         |         |         |                        |                        |                        |                        |                        |                        |                   |                   |                   |                   |                     |                     |                     |                     |                     |                     |  |  |
|                                                      |                                                      |                                                      |                                                      |                                                      |                                                      |  |  |                                        |                                        |                                        |                                        |                                        |                                        |                                       |                                       |                                       |                                       |                                       |                                       |                         |                         |         |         |                         |                         |                         |                         |                         |                         |                         |                         |         |         |         |         |         |         |                        |                        |                        |                        |                        |                        |                   |                   |                   |                   |                     |                     |                     |                     |                     |                     |  |  |
|                                                      |                                                      |                                                      |                                                      |                                                      |                                                      |  |  |                                        |                                        |                                        |                                        |                                        |                                        |                                       |                                       |                                       |                                       |                                       |                                       |                         |                         |         |         |                         |                         |                         |                         |                         |                         |                         |                         |         |         |         |         |         |         |                        |                        |                        |                        |                        |                        |                   |                   |                   |                   |                     |                     |                     |                     |                     |                     |  |  |
| Papa Bento VIII 1012–1024                            | Papa Bento VIII 1012–1024                            | Papa Bento VIII 1012–1024                            | Papa Bento VIII 1012–1024                            | Papa Bento VIII 1012–1024                            | Papa Bento VIII 1012–1024                            |  |  | Alberico III, conde de Túsculo d. 1044 | Alberico III, conde de Túsculo d. 1044 | Alberico III, conde de Túsculo d. 1044 | Alberico III, conde de Túsculo d. 1044 | Alberico III, conde de Túsculo d. 1044 | Alberico III, conde de Túsculo d. 1044 |                                       |                                       | Papa João XIX 1024–1032               | Papa João XIX 1024–1032               | Papa João XIX 1024–1032               | Papa João XIX 1024–1032               | Papa João XIX 1024–1032 | Papa João XIX 1024–1032 |         |         |                         |                         |                         |                         |                         |                         |                         |                         |         |         |         |         |         |         |                        |                        |                        |                        |                        |                        |                   |                   |                   |                   |                     |                     |                     |                     |                     |                     |  |  |
| Papa Bento VIII 1012–1024                            | Papa Bento VIII 1012–1024                            | Papa Bento VIII 1012–1024                            | Papa Bento VIII 1012–1024                            | Papa Bento VIII 1012–1024                            | Papa Bento VIII 1012–1024                            |  |  | Alberico III, conde de Túsculo d. 1044 | Alberico III, conde de Túsculo d. 1044 | Alberico III, conde de Túsculo d. 1044 | Alberico III, conde de Túsculo d. 1044 | Alberico III, conde de Túsculo d. 1044 | Alberico III, conde de Túsculo d. 1044 |                                       |                                       | Papa João XIX 1024–1032               | Papa João XIX 1024–1032               | Papa João XIX 1024–1032               | Papa João XIX 1024–1032               | Papa João XIX 1024–1032 | Papa João XIX 1024–1032 |         |         |                         |                         |                         |                         |                         |                         |                         |                         |         |         |         |         |         |         |                        |                        |                        |                        |                        |                        |                   |                   |                   |                   |                     |                     |                     |                     |                     |                     |  |  |
|                                                      |                                                      |                                                      |                                                      |                                                      |                                                      |  |  |                                        |                                        |                                        |                                        |                                        |                                        |                                       |                                       |                                       |                                       |                                       |                                       |                         |                         |         |         |                         |                         |                         |                         |                         |                         |                         |                         |         |         |         |         |         |         |                        |                        |                        |                        |                        |                        |                   |                   |                   |                   |                     |                     |                     |                     |                     |                     |  |  |
| Pedro, Duque dos Romanos                             | Pedro, Duque dos Romanos                             | Pedro, Duque dos Romanos                             | Pedro, Duque dos Romanos                             | Pedro, Duque dos Romanos                             | Pedro, Duque dos Romanos                             |  |  | Caio                                   | Caio                                   | Caio                                   | Caio                                   | Caio                                   | Caio                                   |                                       |                                       | Otaviano                              | Otaviano                              | Otaviano                              | Otaviano                              | Otaviano                | Otaviano                |         |         | Papa Bento IX 1032–1048 | Papa Bento IX 1032–1048 | Papa Bento IX 1032–1048 | Papa Bento IX 1032–1048 | Papa Bento IX 1032–1048 | Papa Bento IX 1032–1048 |                         |                         |         |         |         |         |         |         |                        |                        |                        |                        |                        |                        |                   |                   |                   |                   |                     |                     |                     |                     |                     |                     |  |  |